# Euros Lyn
Pour les articles homonymes, voir Lyn.
Euros Lyn, né en 1971, est un réalisateur gallois pour la télévision.
Il a notamment réalisé neuf épisodes de la série fantastique Doctor Who (seconde série) et a remporté le BAFTA Cymru Award du meilleur réalisateur pour l'épisode Bibliothèque des ombres (Silence in the Library) et le prix Hugo pour l'épisode La Cheminée des temps (The Girl in the Fireplace).
Il a également réalisé des épisodes dans les séries Torchwood, Casualty, Inspecteur George Gently, Black Mirror, Sherlock et Broadchurch.

## Filmographie
- 2000 : Belonging (en) : épisodes 1, 2, 3 et 5 de la saison 1
- 2002 : A Mind to Kill : The Little House in the Forest (5x04)
- 2002-2005 : Casualty :
  - 2002 : Gimme Shelter (17x12)
  - 2003 : An Act of God (17x30)
  - 2003 : End of the Line (1/2) (18x01)
  - 2003 : Never Judge a Book (18x15)
- 2004 : Cutting It : (3x04)
- 2005-2010 : Doctor Who :
  - 2005 : La Fin du monde (saison 1 épisode 2)
  - 2005 : Des morts inassouvis (saison 1 épisode 3)
  - 2005 : Children In Need (mini-épisode spécial)
  - 2006 : Un loup-garou royal (saison 2 épisode 2)
  - 2006 : La Cheminée des temps (saison 2 épisode 4)
  - 2006 : L'Hystérique de l'étrange lucarne (saison 2 épisode 7)
  - 2006 : Londres 2012 (saison 2 épisode 11)
  - 2006 : Le Mariage de Noël (épisode spécial)
  - 2008 : Bibliothèque des ombres, première partie (saison 4 épisode 8)
  - 2008 : Bibliothèque des ombres, deuxième partie (saison 4 épisode 9)
  - 2008 : Music of the Spheres (épisode spécial)
  - 2009 : La Prophétie de Noël (saison 4 épisode 18)
- 2006 : Jane Hall : épisodes 4, 5 et 6 de la saison 1
- 2007 : Inspecteur George Gently (George Gently) : Pilote (1x01)
- 2008 : Fairy Tales : Billy Goat (1x04)
- 2008 : Phoo Action : Pilote (série avortée)
- 2009 : Torchwood : Les Enfants de la Terre (les 5 épisodes de la 3e saison)
- 2010 : Sherlock : Le Banquier aveugle (1x02)
- 2010 : Maîtres et Valets (Upstairs, Downstairs) : The Fledgling (1x01) et The Ladybird (1x02)
- 2011 : Black Mirror : 15 Million Merits (saison 1 épisode 2)
- 2013 : Broadchurch (saison 1 épisodes 3, 4 et 5)
- 2014 : Happy Valley, Saison 1
- 2014 : Gracepoint (saison 1 épisode 9)
- 2015 : Daredevil (saison 1 épisode 12)
- 2016 : Daredevil (saison 2 épisode 12)
- 2015 : Main basse sur Peps Road (série)
- 2022 : Heartstopper

## Récompense
- Festival international des programmes audiovisuels de Biarritz 2015 : FIPA d’or pour Happy Valley